# Kaori Itō
Kaori Itō (伊東香織, Itō Kaori) est une femme politique japonaise née le 14 mai 1966. Sans étiquette, elle est élue maire de la ville de Kurashiki, devenant ainsi la première femme maire d'une ville de la préfecture d'Okayama.

## Jeunesse et carrière pré-électorale
Itō naît le 14 mai 1966 dans la ville de Fukuoka. Elle obtient un diplôme de droit de l'université de Tokyo, en 1990. Elle obtient un poste au Ministère de l'Intérieur des Communications la même année. En 1993, elle est diplômée de la faculté de droit d'Harvard, avant de devenir la conseillère adjointe du Secrétariat du siège de la coopération internationale pour la paix au sein du cabinet du Premier ministre.

## Carrière électorale
Itō se présente aux élections municipales de 2008 pour la ville de Kurashiki, et est élue. Elle devient ainsi la première femme à être élue maire dans la préfecture d'Okayama. 
Elle se représente lors des élections municipales de 2012, qu'elle remporte. Elle est également réélue lors des élections municipales de 2016, alors qu'elle se présentait avec le soutien de la quasi-totalité du paysage politique nippon, du Parti libéral démocrate au Parti démocrate du Japon. Seul le Parti communiste japonais a présenté un candidat contre Itō, sans succès.
Elle rejoint en 2015 le Conseil gouvernemental pour la revitalisation des villes, des personnes et de l'emploi, et devient membre du Siège stratégique pour la promotion d'une société de réseaux avancés d'information et de télécommunications.
En juillet 2018, la ville de Kurashiki subit de nombreuses inondations, causant plusieurs dizaines de morts. Elle s'implique alors dans la reconstruction de la ville, mais également dans la sensibilisation et dans la prévention des catastrophes naturelles. Elle rend visite à Yoshihide Suga, alors secrétaire du cabinet, afin de lui demander d'accélérer les travaux de reconstructions. Elle met en place un plan de reconstruction sur cinq ans, permettant le soutien des habitants sinistrés, la reconstruction des infrastructures et l'aide aux entreprises touchées.
Elle est également réélue à la suite des élections municipales de 2020.

## Prises de position
En tant que maire, Itō défend les droits des individus LGBT+, mettant notamment en place un partenariat civil reconnaissant que les couples LGBT et autres minorités sexuelles ont une relation équivalente au mariage. Ce système a été instauré en décembre 2021.
Itō est également impliquée dans la revitalisation régionale, afin d'améliorer l'attractivité de Kurashiki. Durant son mandat, elle multiplie les partenariats entre Kurashiki et d'autres villes proches, et organise la réunion des ministres de l'Éducation du G7 à Kurashiki en 2016.